# Установка фракціонування в Шерідані
Установка фракціонування в Шерідані — складова частина техаського газопереробного комплексу, який станом на другу половину 2010-х років належить компанії Kinder Morgan.
Розташований у Шерідані Houston Central Complex здатний переробляти за добу біля 30 млн м3 природного газу, котрий переважно надходить по трубопроводу Kinder Morgan Texas Pipeline з півдня штату, де ведеться розробка формації Ігл-Форд. Виділена під час переробки суміш зріджених вуглеводневих газів (ЗВГ) спрямовується на установку фракціонування потужністю 44 тисячі барелів на добу, котра розділяє її на етан, пропан і суміш бутану та газового бензину. Надлишкові ЗВГ постачаються з майданчику через трубопровід Liberty NGL до установок фракціонування у Поінт-Комфорті. 
До кінця 2000-х видача всієї фракціонованої продукції відбувалась по трубопроводу Sheridan NGL. Згодом його перевели на транспортування лише пропану для нафтохімічного комплексу компанії Dow у Фріпорті, тоді як етан продовжили постачати туди ж через Markham ethane line. 
Також існує трубопровід Brenham NGL, котрий сполучає комплекс із системою Seminole NGL.
Houston Central Complex має потужності для зберігання 21 тисячі барелів ЗВГ.